# Lachapelle (Tarn-et-Garonne)
Pour les articles homonymes, voir Lachapelle.
Lachapelle est une commune française située dans l'ouest du département de Tarn-et-Garonne, en région Occitanie.
Sur le plan historique et culturel, la commune est dans la Lomagne, une ancienne circonscription de la province de Gascogne ayant titre de vicomté, surnommée « Toscane française ».
Exposée à un climat océanique altéré, elle est drainée par l'Arrats, le ruisseau de Cameson, le ruisseau du Paradis et par divers autres petits cours d'eau. La commune possède un patrimoine naturel remarquable composé de deux zones naturelles d'intérêt écologique, faunistique et floristique.
Lachapelle est une commune rurale qui compte 119 habitants en 2022, après avoir connu un pic de population de 532 habitants en 1821.  Ses habitants sont appelés les Lachapellois ou  Lachapelloises.

## Géographie

### Localisation
Commune située en Lomagne, limitrophe du département du Gers.

### Communes limitrophes
Les communes limitrophes sont  Mansonville, Miradoux, Peyrecave, Poupas, Puygaillard-de-Lomagne et Saint-Jean-du-Bouzet.
|                  | Mansonville |                        |
| Peyrecave (Gers) | Lachapelle  | Saint-Jean-du-Bouzet   |
| Miradoux (Gers)  | Poupas      | Puygaillard-de-Lomagne |

### Hydrographie

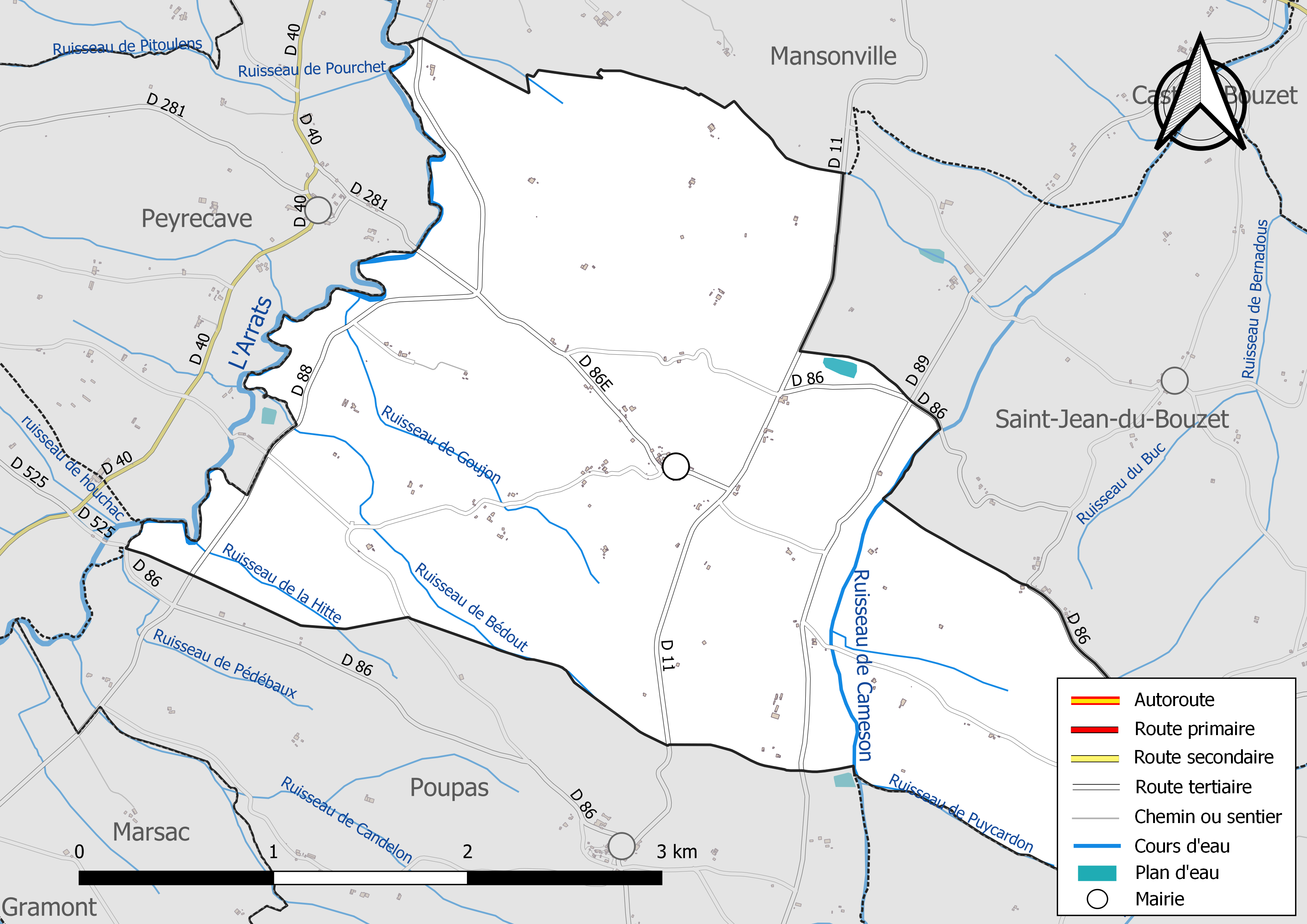
Réseaux hydrographique et routier de Lachapelle.

La commune est dans le bassin versant de la Garonne, au sein du bassin hydrographique Adour-Garonne. Elle est drainée par l'Arrats, le ruisseau de Cameson, le ruisseau du Paradis, un bras de l'Arrats, le ruisseau de Bédout, le ruisseau de Goujon, le ruisseau de la Hitte, le ruisseau de Puycardon et par deux petits cours d'eau, constituant un réseau hydrographique de 11 km de longueur totale,.
L'Arrats, d'une longueur totale de 162 km, prend sa source dans la commune de Lannemezan et s'écoule du sud vers le nord. Il traverse la commune et se jette dans la Garonne à Saint-Loup, après avoir traversé 66 communes.
Le ruisseau de Cameson, d'une longueur totale de 23,1 km, prend sa source dans la commune de Castéron et s'écoule du sud vers le nord. Il traverse la commune et se jette dans l'Ayroux à Saint-Michel, après avoir traversé 13 communes.

### Climat
Pour des articles plus généraux, voir Climat de l'Occitanie et Climat de Tarn-et-Garonne.
En 2010, le climat de la commune est de type climat du Bassin du Sud-Ouest, selon une étude du Centre national de la recherche scientifique s'appuyant sur une série de données couvrant la période 1971-2000. En 2020, Météo-France publie une typologie des climats de la France métropolitaine dans laquelle la commune est exposée à un climat océanique altéré et est dans la région climatique Aquitaine, Gascogne, caractérisée par une pluviométrie abondante au printemps, modérée en automne, un faible ensoleillement au printemps, un été chaud (19,5 °C), des vents faibles, des brouillards fréquents en automne et en hiver et des orages fréquents en été (15 à 20 jours).
Pour la période 1971-2000, la température annuelle moyenne est de 12,8 °C, avec une amplitude thermique annuelle de 15,8 °C. Le cumul annuel moyen de précipitations est de 765 mm, avec 10,5 jours de précipitations en janvier et 6,1 jours en juillet. Pour la période 1991-2020, la température moyenne annuelle observée sur la station météorologique de Météo-France la plus proche, « Mauroux », sur la commune de Mauroux à 9 km à vol d'oiseau, est de 14,0 °C et le cumul annuel moyen de précipitations est de 677,6 mm. 
La température maximale relevée sur cette station est de 42,3 °C, atteinte le 24 août 2023 ; la température minimale est de −12 °C, atteinte le 8 février 2012,,.
Les paramètres climatiques de la commune ont été estimés pour le milieu du siècle (2041-2070) selon différents scénarios d'émission de gaz à effet de serre à partir des nouvelles projections climatiques de référence DRIAS-2020. Ils sont consultables sur un site dédié publié par Météo-France en novembre 2022.

### Milieux naturels et biodiversité
L’inventaire des zones naturelles d'intérêt écologique, faunistique et floristique (ZNIEFF) a pour objectif de réaliser une couverture des zones les plus intéressantes sur le plan écologique, essentiellement dans la perspective d’améliorer la connaissance du patrimoine naturel national et de fournir aux différents décideurs un outil d’aide à la prise en compte de l’environnement dans l’aménagement du territoire.
Une ZNIEFF de type 1 est recensée sur la commune :
les « prairies humides de Pastenc » (4 ha), couvrant 2 communes dont une dans le Gers et une dans le Tarn-et-Garonne et une ZNIEFF de type 2, : 
le « cours de l'Arrats » (815 ha), couvrant 30 communes dont 22 dans le Gers et huit dans le Tarn-et-Garonne.

Carte des ZNIEFF de type 1 et 2 à Lachapelle.
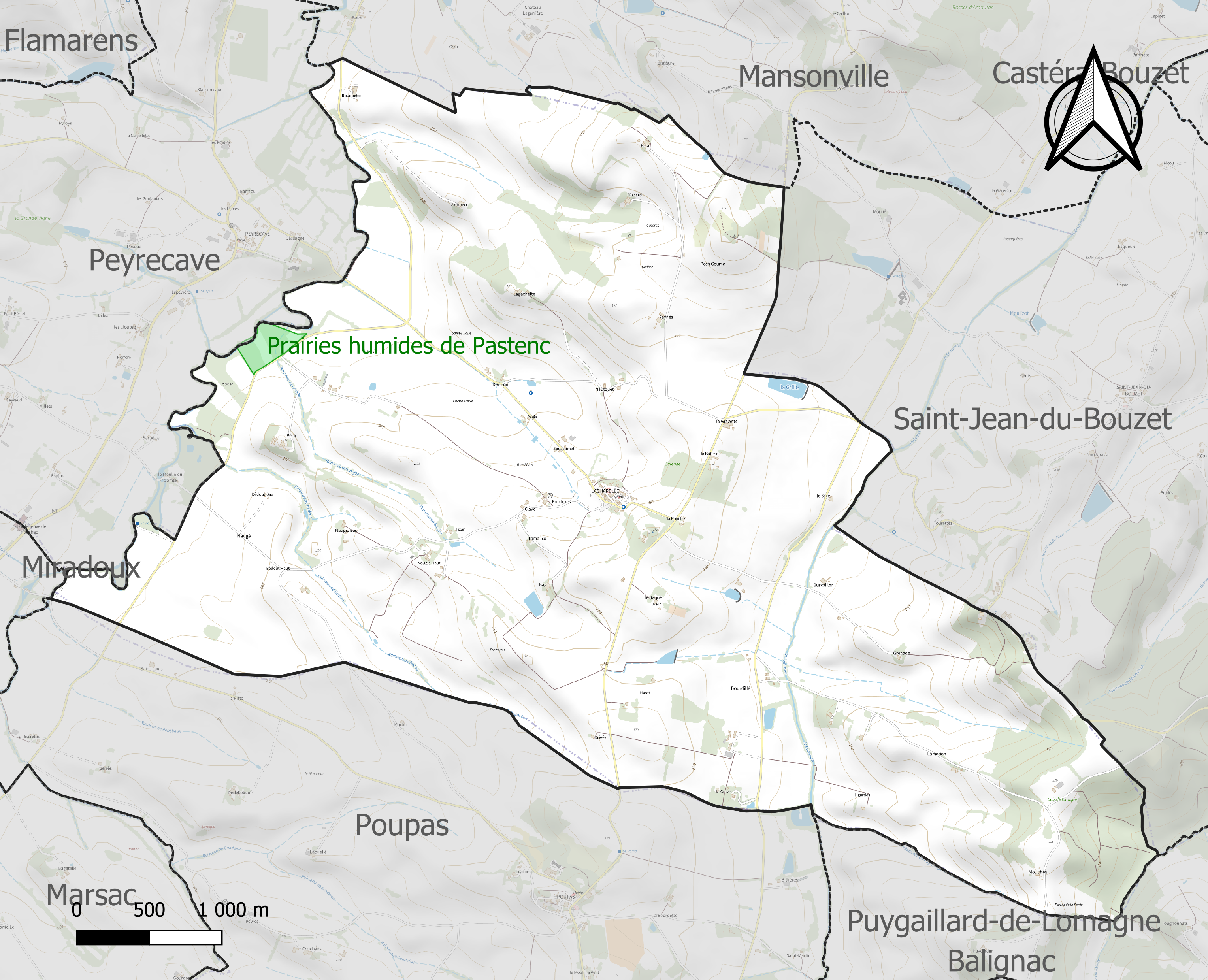
Carte de la ZNIEFF de type 1 sur la commune.
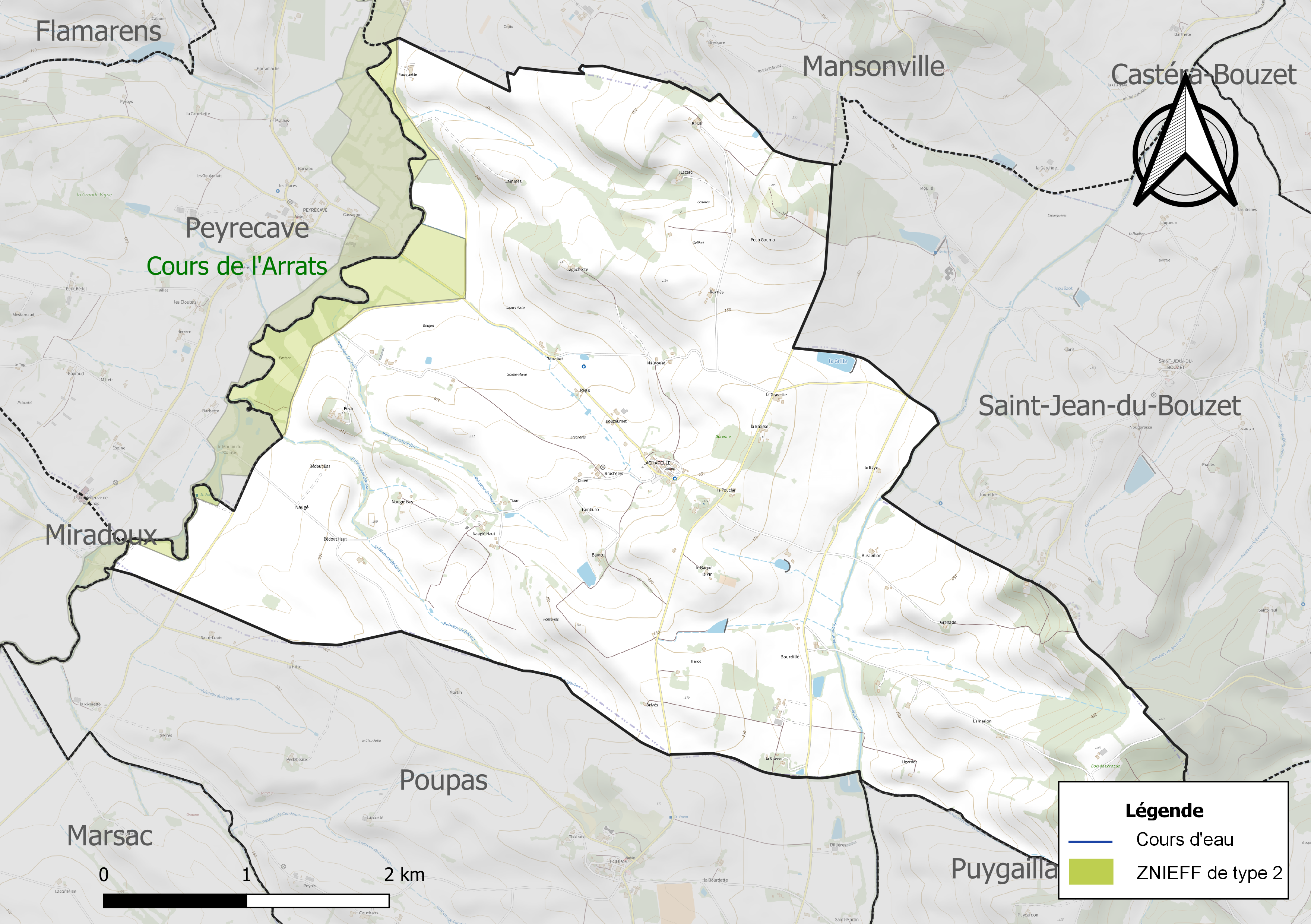
Carte de la ZNIEFF de type 2 sur la commune.

## Urbanisme

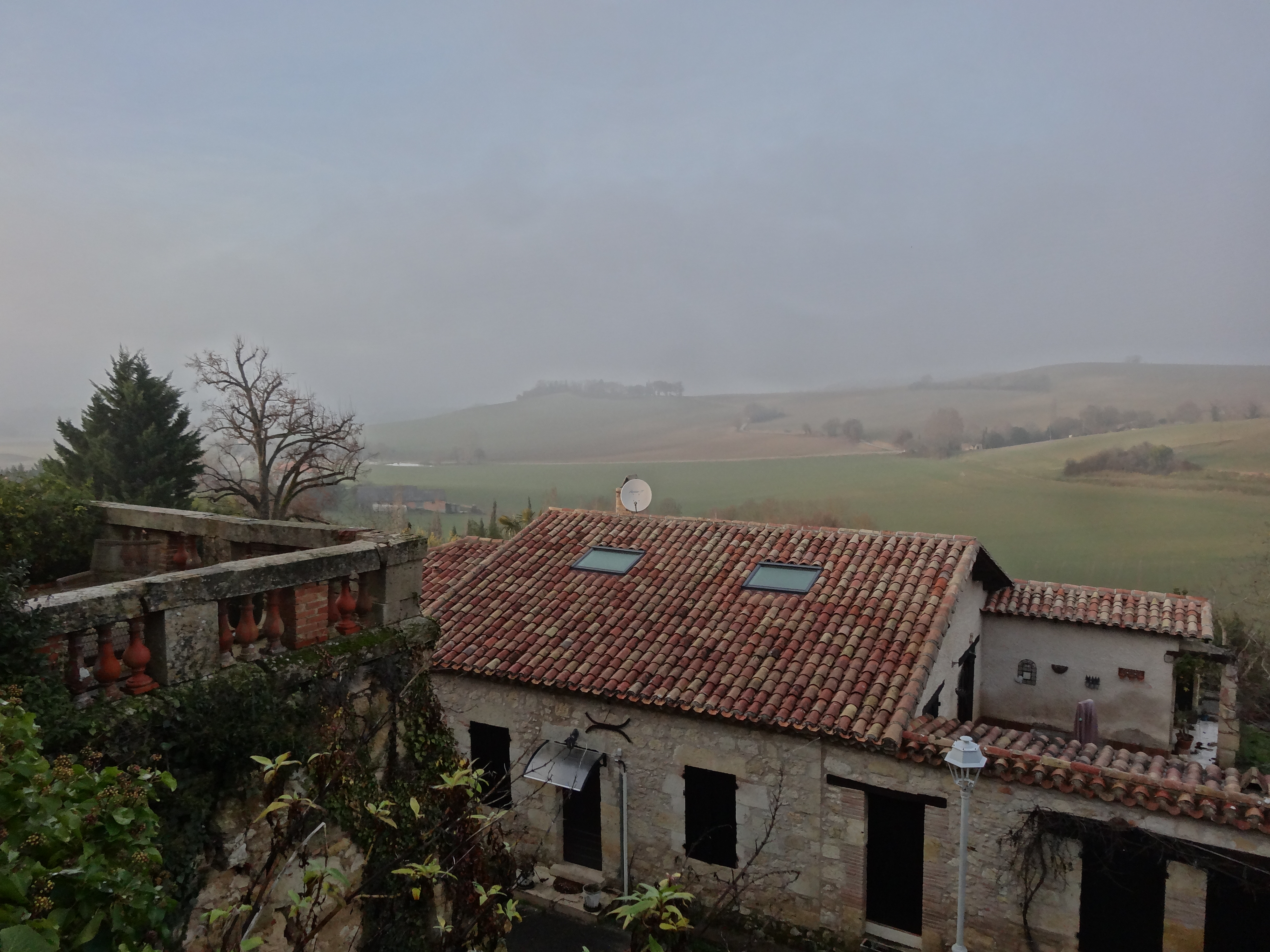
Point de vue du village altéré par le brouillard. La commune s'inscrit dans un cadre rural.

### Typologie
Au 1er janvier 2024, Lachapelle est catégorisée commune rurale à habitat très dispersé, selon la nouvelle grille communale de densité à sept niveaux définie par l'Insee en 2022.
Elle est située hors unité urbaine et hors attraction des villes,.

### Occupation des sols
L'occupation des sols de la commune, telle qu'elle ressort de la base de données européenne d’occupation biophysique des sols Corine Land Cover (CLC), est marquée par l'importance des territoires agricoles (95,7 % en 2018), une proportion identique à celle de 1990 (95,7 %). La répartition détaillée en 2018 est la suivante : 
terres arables (90,7 %), forêts (4,3 %), zones agricoles hétérogènes (3,1 %), prairies (1,9 %). L'évolution de l’occupation des sols de la commune et de ses infrastructures peut être observée sur les différentes représentations cartographiques du territoire : la carte de Cassini (XVIIIe siècle), la carte d'état-major (1820-1866) et les cartes ou photos aériennes de l'IGN pour la période actuelle (1950 à aujourd'hui).

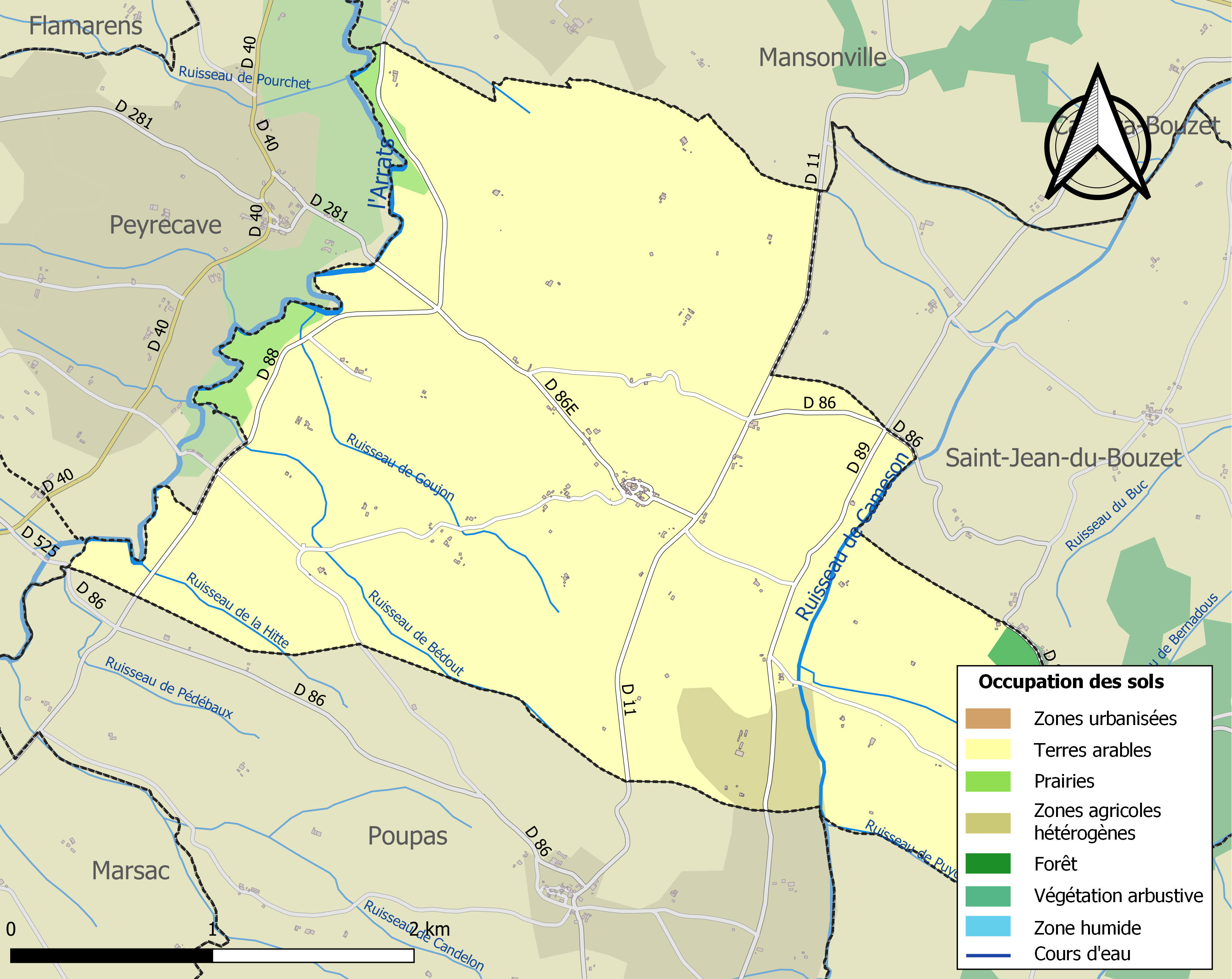
Carte des infrastructures et de l'occupation des sols de la commune en 2018 (CLC).

### Risques majeurs
Le territoire de la commune de Lachapelle est vulnérable à différents aléas naturels : météorologiques (tempête, orage, neige, grand froid, canicule ou sécheresse), inondations, mouvements de terrains et séisme (sismicité très faible). Il est également exposé à deux risques technologiques,  le transport de matières dangereuses et le risque nucléaire. Un site publié par le BRGM permet d'évaluer simplement et rapidement les risques d'un bien localisé soit par son adresse soit par le numéro de sa parcelle.

#### Risques naturels
Certaines parties du territoire communal sont susceptibles d’être affectées par le risque d’inondation par débordement de cours d'eau, notamment l'Arrats et le ruisseau de Cameson. La cartographie des zones inondables en ex-Midi-Pyrénées réalisée dans le cadre du XIe Contrat de plan État-région, visant à informer les citoyens et les décideurs sur le risque d’inondation, est accessible sur le site de la DREAL Occitanie. La commune a été reconnue en état de catastrophe naturelle au titre des dommages causés par les inondations et coulées de boue survenues en 1982 et 1999,.
Lachapelle est exposée au risque de feu de forêt. Le département de Tarn-et-Garonne présentant toutefois globalement un niveau d’aléa moyen à faible très localisé, aucun Plan départemental de protection des forêts contre les risques d’incendie de forêt (PFCIF) n'a été élaboré. Le débroussaillement aux abords des maisons constitue l’une des meilleures protections pour les particuliers contre le feu,.

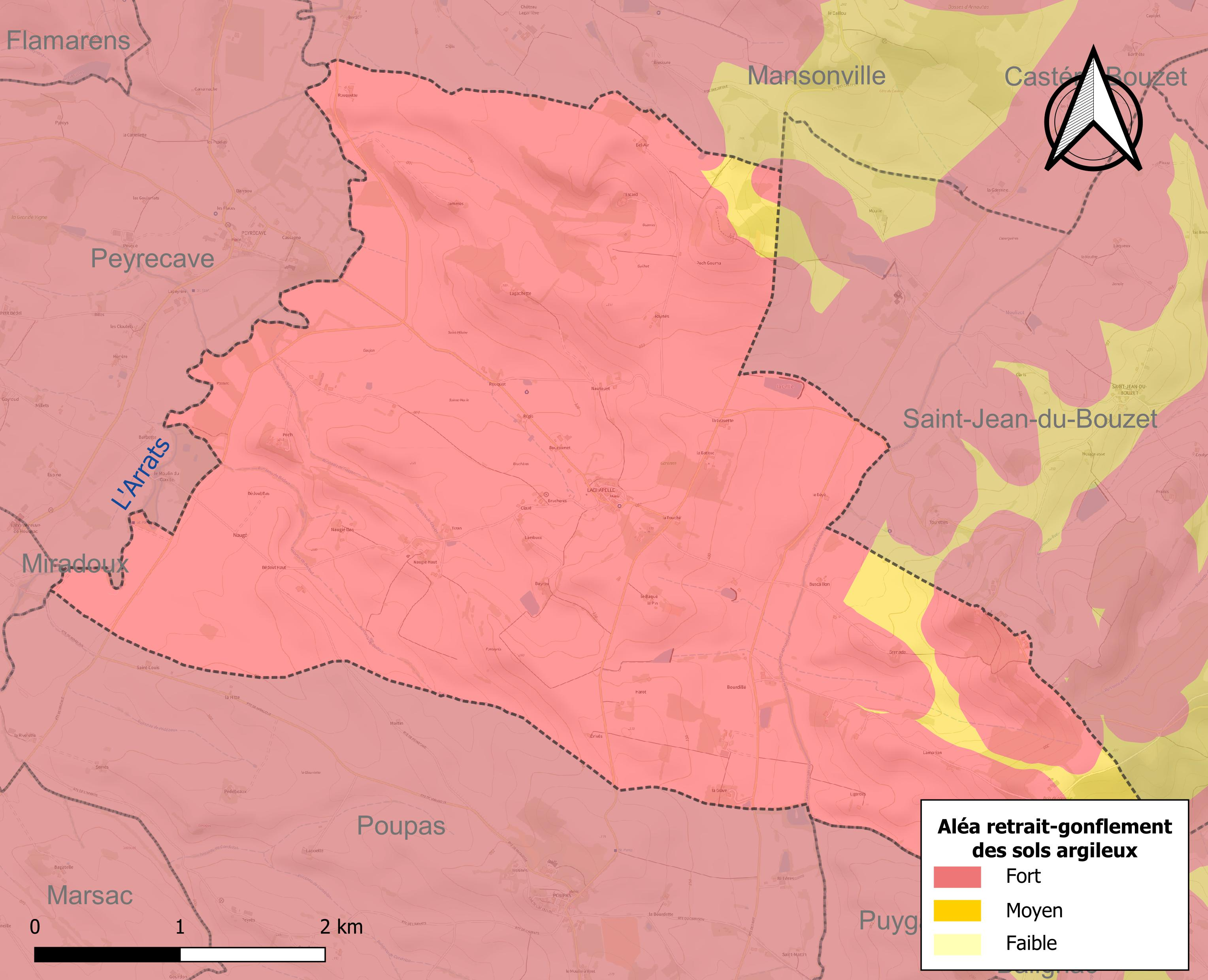
Carte des zones d'aléa retrait-gonflement des sols argileux de Lachapelle.

Les mouvements de terrains susceptibles de se produire sur la commune sont des tassements différentiels.
Le retrait-gonflement des sols argileux est susceptible d'engendrer des dommages importants aux bâtiments en cas d’alternance de périodes de sécheresse et de pluie. La totalité de la commune est en aléa moyen ou fort (92 % au niveau départemental et 48,5 % au niveau national). Sur les 78 bâtiments dénombrés sur la commune en 2019, 78 sont en aléa moyen ou fort, soit 100 %, à comparer aux 96 % au niveau départemental et 54 % au niveau national. Une cartographie de l'exposition du territoire national au retrait gonflement des sols argileux est disponible sur le site du BRGM,.
Par ailleurs, afin de mieux appréhender le risque d’affaissement de terrain, l'inventaire national des cavités souterraines permet de localiser celles situées sur la commune.
Concernant les mouvements de terrains, la commune a été reconnue en état de catastrophe naturelle au titre des dommages causés par la sécheresse en 1991, 2002, 2003 et 2011 et par des mouvements de terrain en 1999.

#### Risques technologiques
Le risque de transport de matières dangereuses sur la commune est lié à sa traversée par des infrastructures routières ou ferroviaires importantes ou la présence d'une canalisation de transport d'hydrocarbures. Un accident se produisant sur de telles infrastructures est susceptible d’avoir des effets graves sur les biens, les personnes ou l'environnement, selon la nature du matériau transporté. Des dispositions d’urbanisme peuvent être préconisées en conséquence.
En cas d’accident grave, certaines installations nucléaires sont susceptibles de rejeter dans l’atmosphère de l’iode radioactif. La commune étant située dans le périmètre de sûreté de 20 km autour de la centrale nucléaire de Golfech, elle est exposée au risque nucléaire. En cas d'accident nucléaire, une alerte est donnée par différents médias (sirène, sms, radio, véhicules). Dès l'alerte, les personnes habitant dans le périmètre de 2 km se mettent à l'abri. Les personnes habitant dans le périmètre de 20 km peuvent être amenées, sur ordre du préfet, à évacuer et ingérer des comprimés d'iode,,.

## Politique et administration

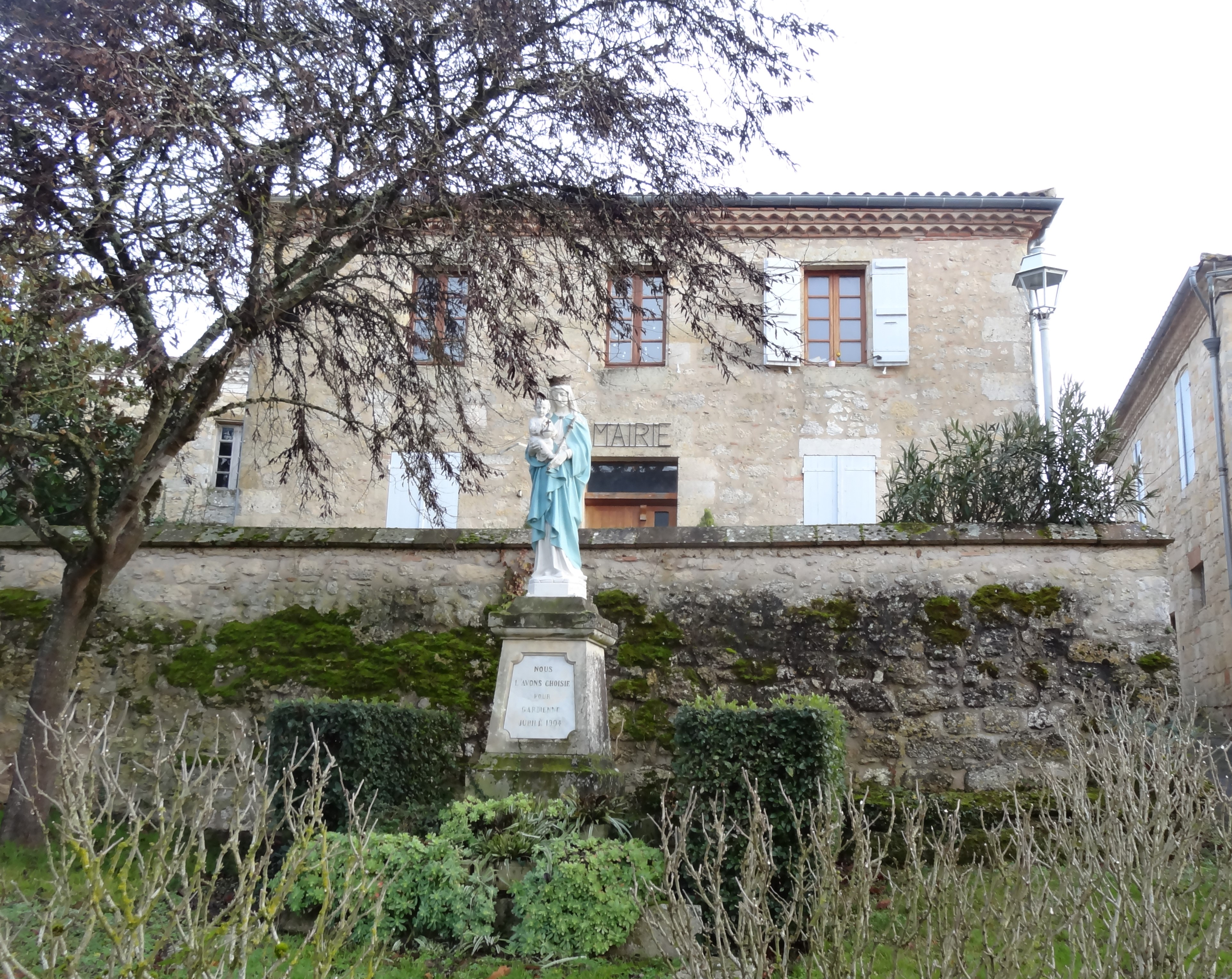
La mairie avec une statue de la Vierge à l’Enfant au premier-plan.

### Liste des maires
| Période   | Période  | Identité                 | Étiquette | Qualité |
| --------- | -------- | ------------------------ | --------- | ------- |
| 1803      | 1804     | Jean Biles               |           |         |
| 1804      | 1807     | Adrien Aurieane          |           |         |
| 1807      | 1815     | François Laclaverie      |           |         |
| 1815      | 1821     | François Tourette        |           |         |
| 1821      | 1831     | Louis Laclaverie         |           |         |
| 1831      | 1834     | Jean Carbonneau          |           |         |
| 1834      | 1837     | François Tourette        |           |         |
| 1837      | 1848     | Pierre Labrousse         |           |         |
| 1848      | 1874     | Bernard Maguelonne       |           |         |
| 1874      | 1878     | Jean-Baptiste Maguelonne |           |         |
| 1878      | 1881     | Jean-Marie Dupau         |           |         |
| 1881      | 1912     | Vincent Bravat           |           |         |
| 1912      | 1919     | Bertrand Comet           |           |         |
| 1919      | 1925     | Marcelin Davasse         |           |         |
| 1925      | 1942     | Amédée Combes            |           |         |
| 1942      | 1944     | Jean Bourgeat            |           |         |
| 1944      | 1947     | Louis Costes             |           |         |
| 1947      | 1977     | Jean Cassagne            |           |         |
| 1977      | 2001     | Yves Denègre             |           |         |
| mars 2001 | 2020     | Jean-Marc Nicolas        |           |         |
| 2020      | En cours | Marcel Gasquet           |           |         |

## Population et société

### Démographie
L'évolution du nombre d'habitants est connue à travers les recensements de la population effectués dans la commune depuis 1793. Pour les communes de moins de 10 000 habitants, une enquête de recensement portant sur toute la population est réalisée tous les cinq ans, les populations de référence des années intermédiaires étant quant à elles estimées par interpolation ou extrapolation. Pour la commune, le premier recensement exhaustif entrant dans le cadre du nouveau dispositif a été réalisé en 2005.

En 2022, la commune comptait 119 habitants, en évolution de +2,59 % par rapport à 2016 (Tarn-et-Garonne : +3,12 %, France hors Mayotte : +2,11 %).
| 1793 | 1800 | 1806 | 1821 | 1831 | 1836 | 1841 | 1846 | 1851 |
| ---- | ---- | ---- | ---- | ---- | ---- | ---- | ---- | ---- |
| 462  | 450  | 517  | 532  | 478  | 465  | 453  | 470  | 502  |

| 1856 | 1861 | 1866 | 1872 | 1876 | 1881 | 1886 | 1891 | 1896 |
| ---- | ---- | ---- | ---- | ---- | ---- | ---- | ---- | ---- |
| 512  | 484  | 415  | 453  | 408  | 361  | 338  | 313  | 313  |

| 1901 | 1906 | 1911 | 1921 | 1926 | 1931 | 1936 | 1946 | 1954 |
| ---- | ---- | ---- | ---- | ---- | ---- | ---- | ---- | ---- |
| 303  | 289  | 265  | 249  | 251  | 246  | 259  | 253  | 246  |

| 1962 | 1968 | 1975 | 1982 | 1990 | 1999 | 2005 | 2006 | 2010 |
| ---- | ---- | ---- | ---- | ---- | ---- | ---- | ---- | ---- |
| 245  | 234  | 174  | 133  | 117  | 118  | 109  | 110  | 125  |

| 2015 | 2020 | 2022 | - | - | - | - | - | - |
| ---- | ---- | ---- | - | - | - | - | - | - |
| 116  | 118  | 119  | - | - | - | - | - | - |

## Économie

### Emploi
|                | 2008  | 2013   | 2018   |
| -------------- | ----- | ------ | ------ |
| Commune        | 8,6 % | 10,9 % | 1,6 %  |
| Département    | 8,4 % | 10,2 % | 10,3 % |
| France entière | 8,3 % | 10 %   | 10 %   |

En 2018, la population âgée de 15 à 64 ans s'élève à 61 personnes, parmi lesquelles on compte 78,7 % d'actifs (77 % ayant un emploi et 1,6 % de chômeurs) et 21,3 % d'inactifs,. En  2018, le taux de chômage communal (au sens du recensement) des 15-64 ans est inférieur à celui de la France et du département, alors qu'en 2008 la situation était inverse.
La commune est hors attraction des villes,. Elle compte 25 emplois en 2018, contre 13 en 2013 et 13 en 2008. Le nombre d'actifs ayant un emploi résidant dans la commune est de 47, soit un indicateur de concentration d'emploi de 53,2 % et un taux d'activité parmi les 15 ans ou plus de 48 %.
Sur ces 47 actifs de 15 ans ou plus ayant un emploi, 18 travaillent dans la commune, soit 38 % des habitants. Pour se rendre au travail, 83 % des habitants utilisent un véhicule personnel ou de fonction à quatre roues, 6,4 % s'y rendent en deux-roues, à vélo ou à pied et 10,6 % n'ont pas besoin de transport (travail au domicile).

### Activités hors agriculture
4 établissements sont implantés  à Lachapelle au 31 décembre 2019.
Le secteur des autres activités de services est prépondérant sur la commune puisqu'il représente 50 % du nombre total d'établissements de la commune (2 sur les 4 entreprises implantées  à Lachapelle), contre 9,3 % au niveau départemental.

### Agriculture
La commune est dans la Lomagne, une petite région agricole située dans le sud-ouest du département de Tarn-et-Garonne. En 2020, l'orientation technico-économique de l'agriculture  sur la commune est la culture de légumes ou champignons. 
|               | 1988 | 2000 | 2010 | 2020 |
| ------------- | ---- | ---- | ---- | ---- |
| Exploitations | 19   | 18   | 19   | 12   |
| SAU (ha)      | 800  | 856  | 823  | 649  |

Le nombre d'exploitations agricoles en activité et ayant leur siège dans la commune est passé de 19 lors du recensement agricole de 1988  à 18 en 2000 puis à 19 en 2010 et enfin à 12 en 2020, soit une baisse de 37, un nombre stable en 22 ans. Sur cette même période, le département a perdu 57 % de ses exploitations,. La surface agricole utilisée sur la commune a également diminué, passant de 800 ha en 1988 à 649 ha en 2020. Parallèlement la surface agricole utilisée moyenne par exploitation a augmenté, passant de 42 à 54 ha.

## Culture locale et patrimoine

### Lieux et monuments
- Église Saint-Pierre, monument historique classé, intérieur de style baroque du XVIIIe siècle

Chapelle castrale à l'origine, l'église de Lachapelle est incluse dans le corps de bâtiment du château construit certainement au XIe siècle (meurtrière N.E., mur de soubassement de l'église). Elle est devenue église paroissiale au XVe siècle.
L'intérieur de style baroque a été construit en 1776 par Maraignon Champaigne, ébéniste de Lectoure, à la demande des abbés Goulard, curé et vicaire de la paroisse. L'architecture intérieure est en bois mouluré peint et doré ; une triple rangée d'arcades, comportant deux étages de tribunes convexes et concaves, occupe le fond de l'église et lui donne un air de théâtre italien.

L'église Saint-Pierre
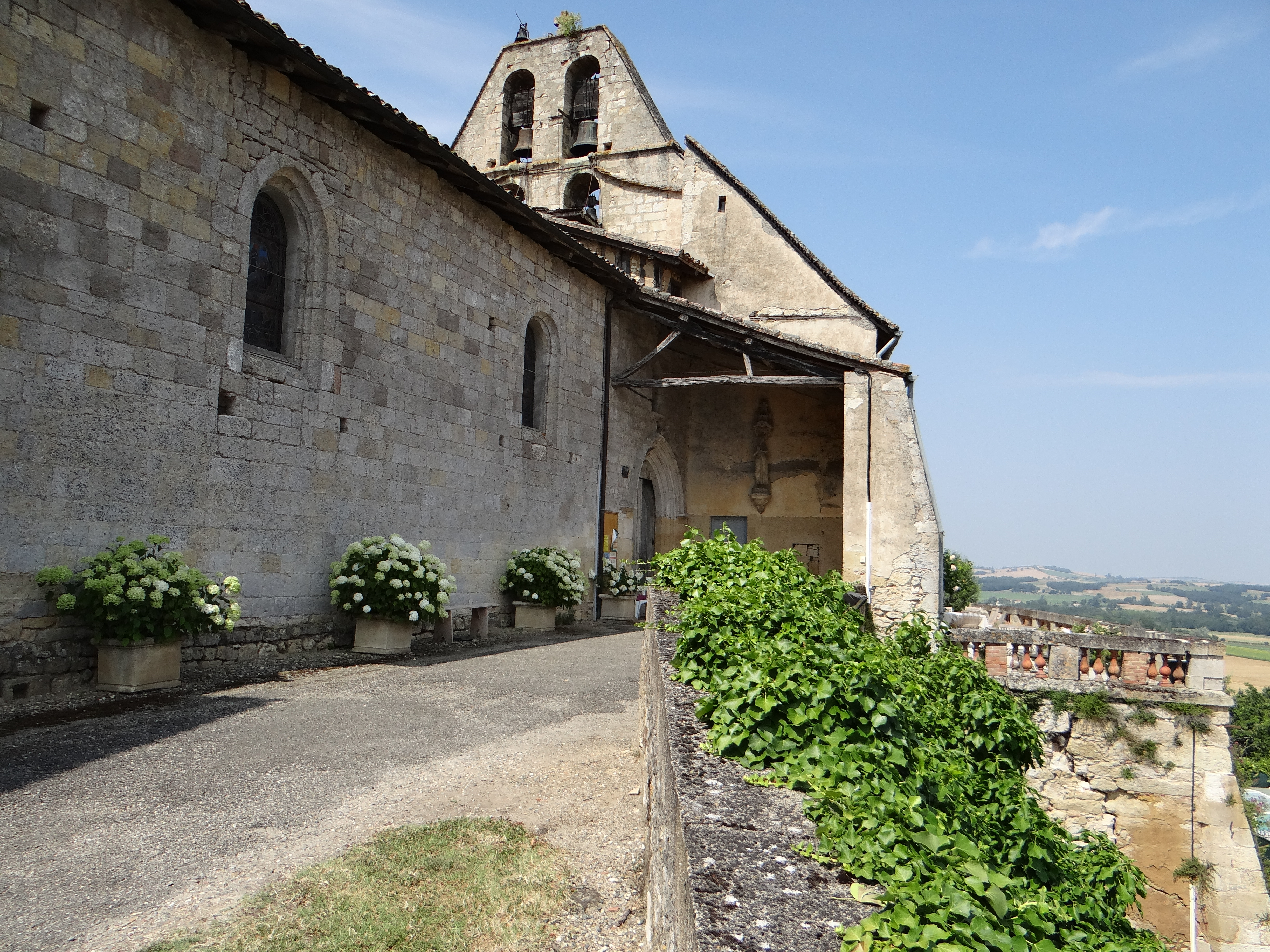
L'église avec son clocher-mur et son porche.
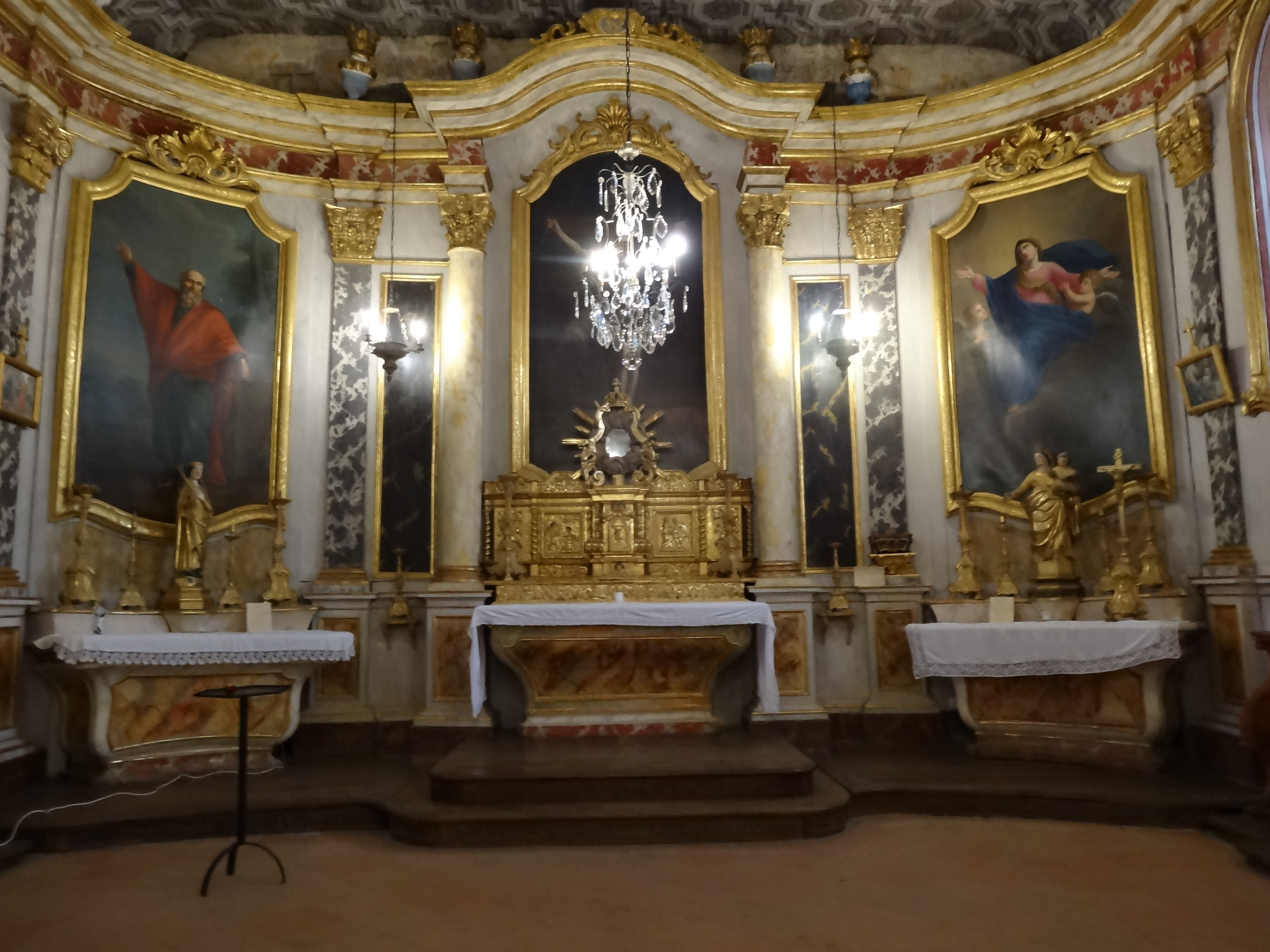
Le chœur.
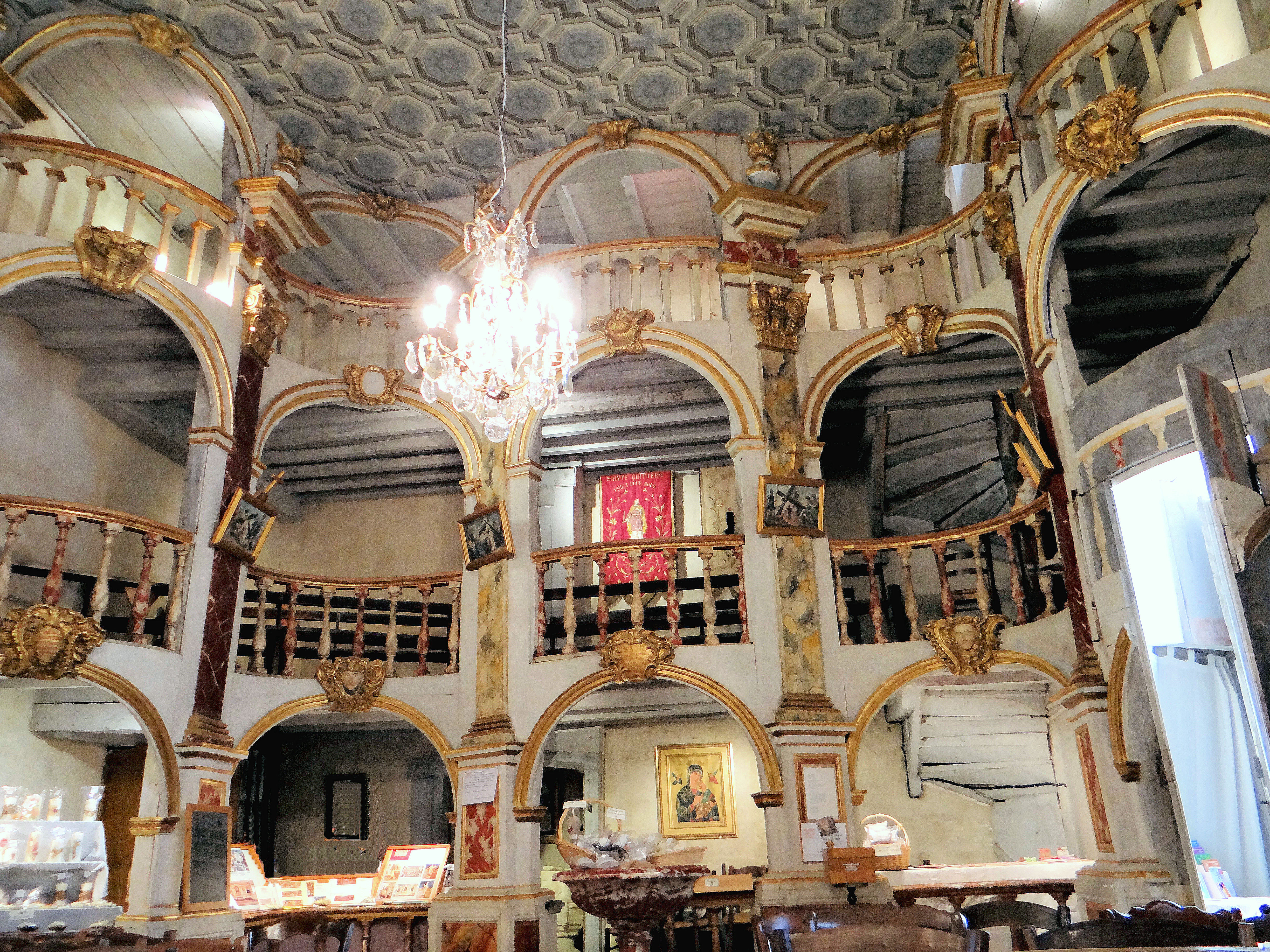
Les tribunes.
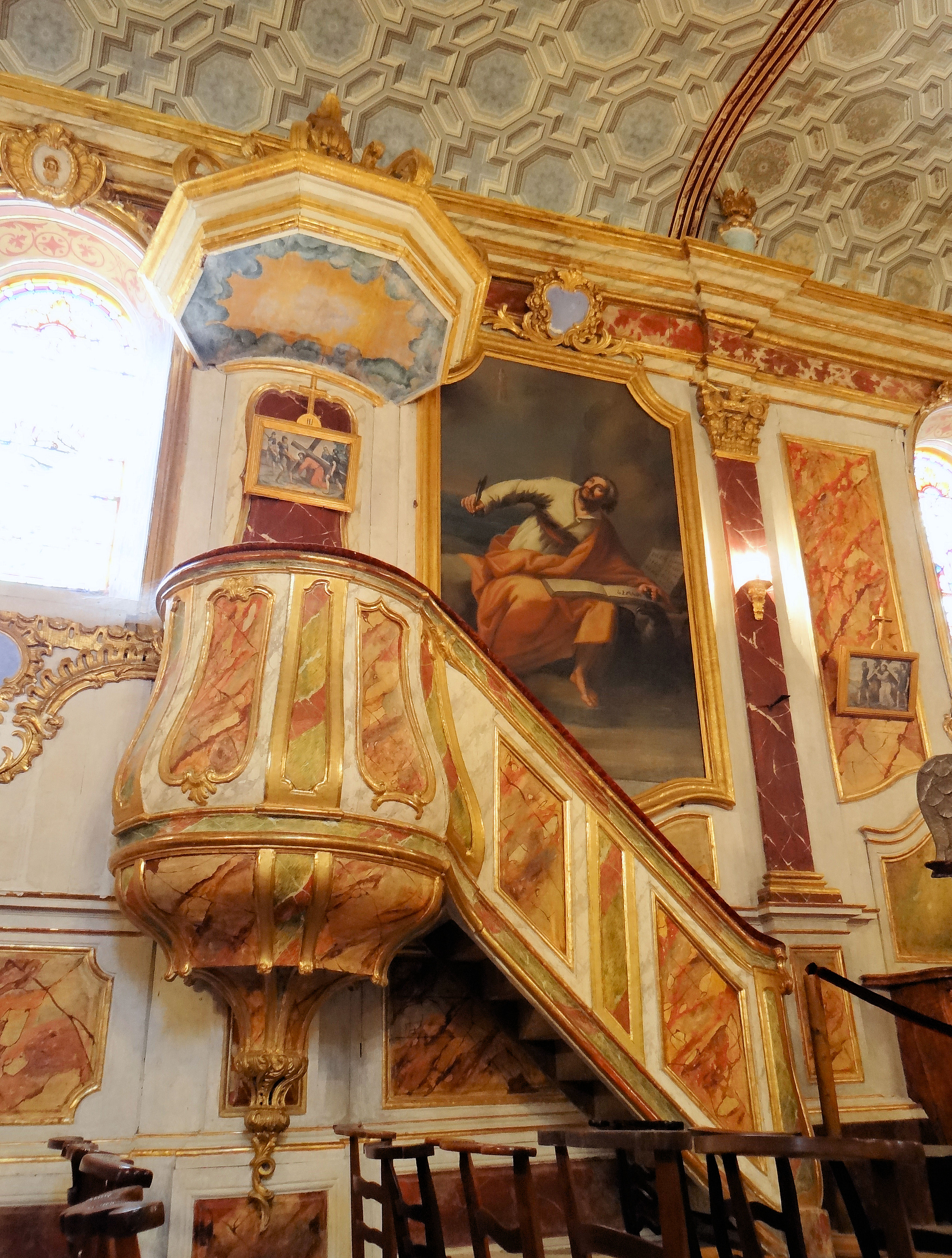
La chaire.
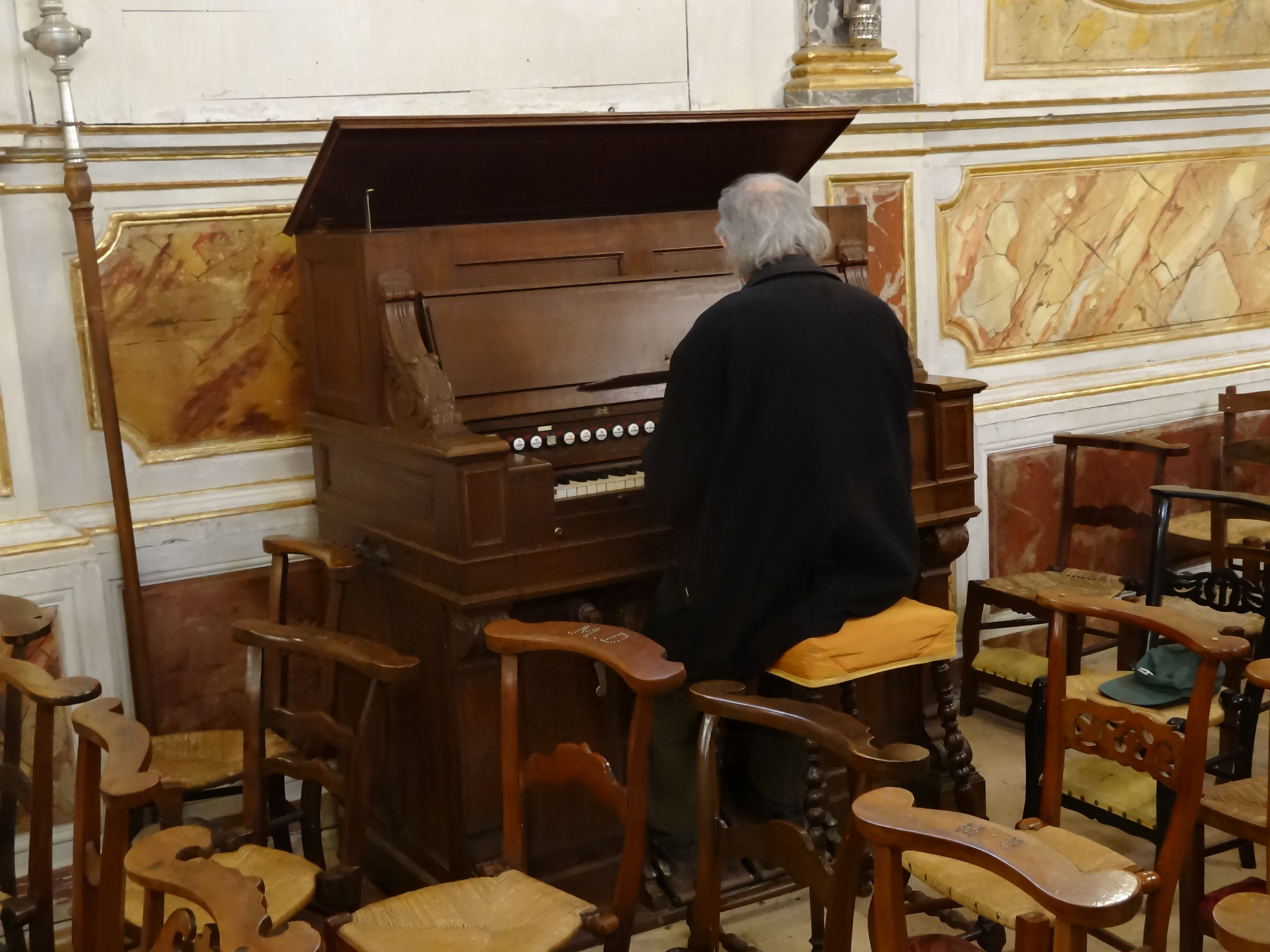
Personne jouant de l’harmonium.

Le château
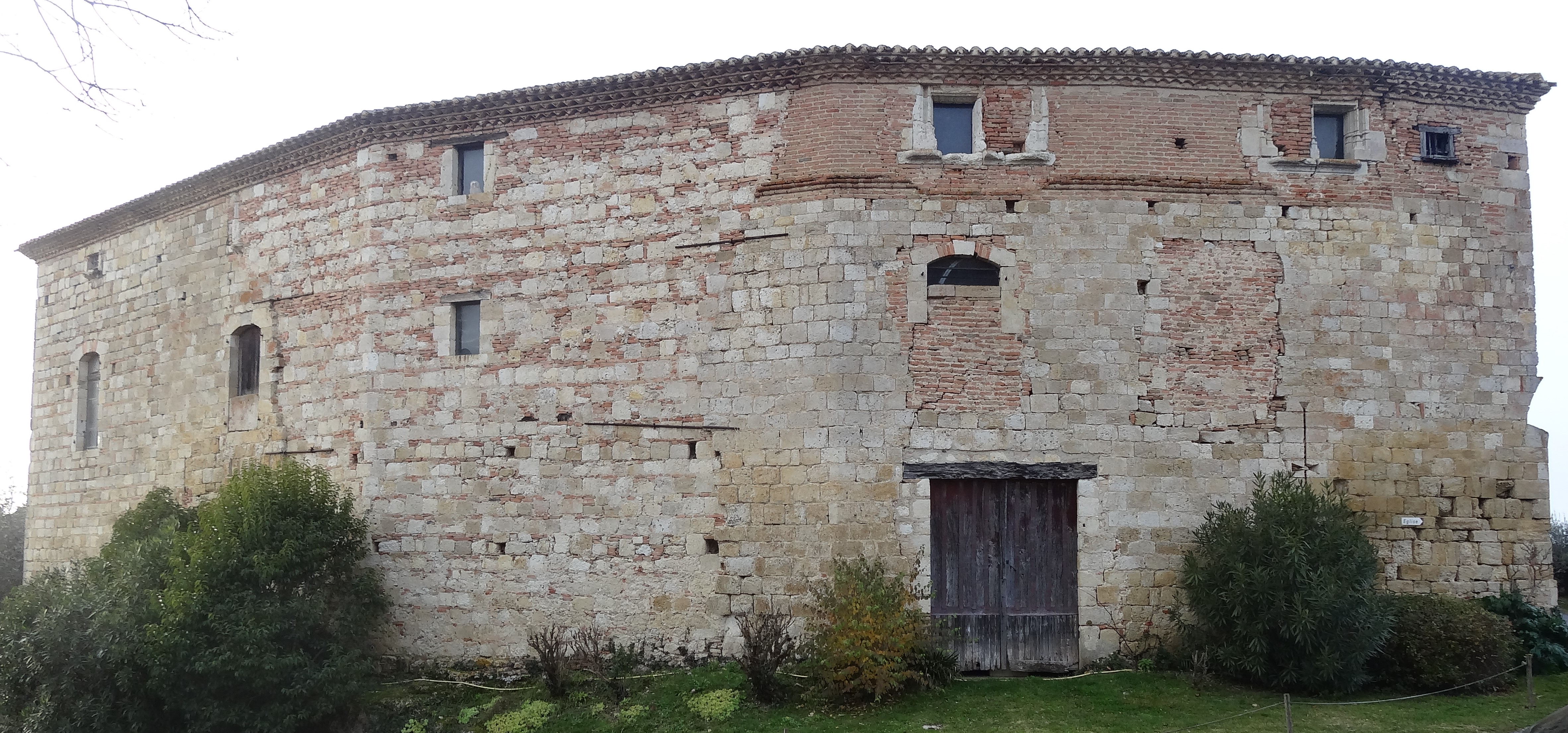
La façade est.
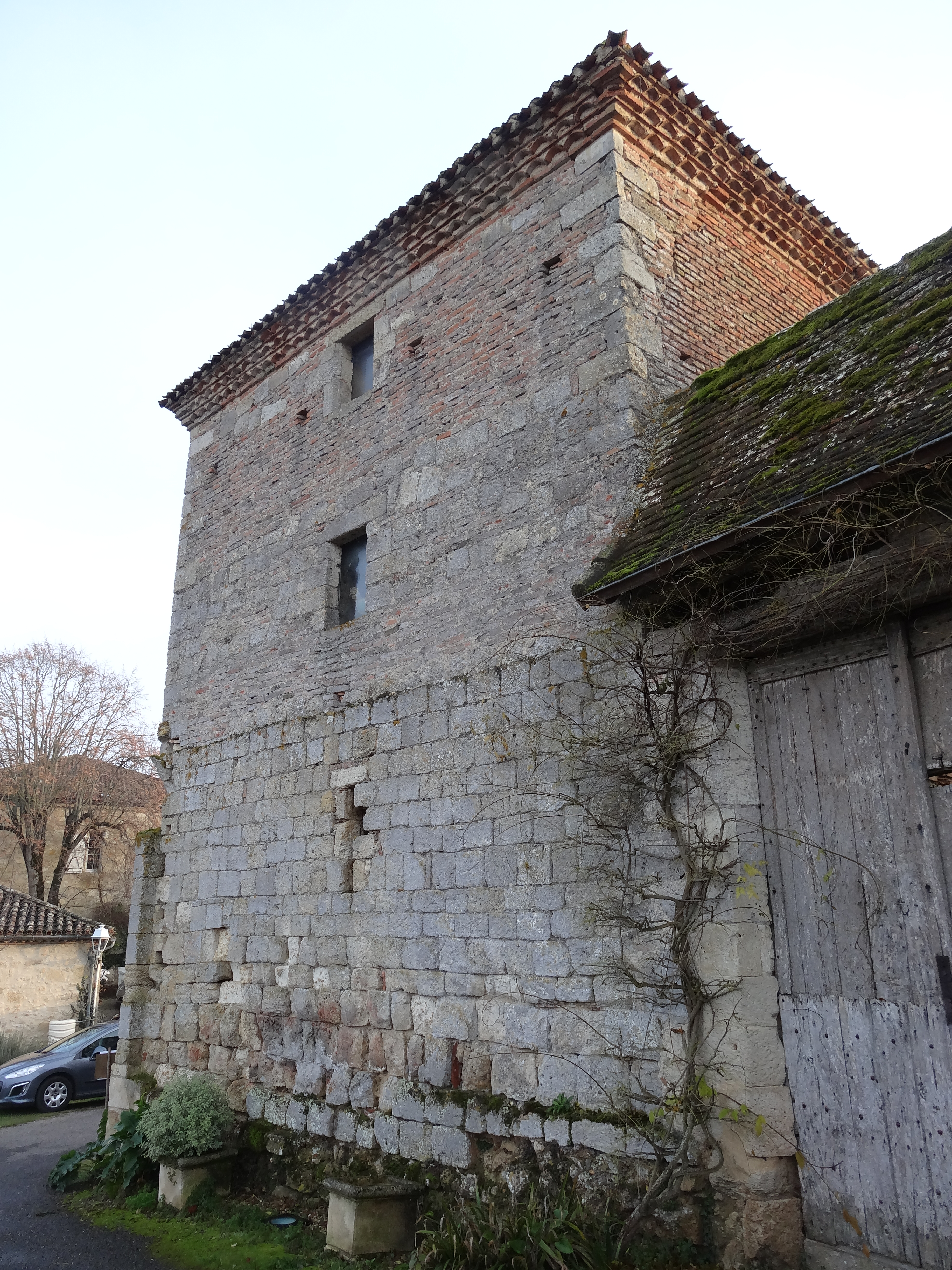
Vue nord.

Autres lieux et monuments
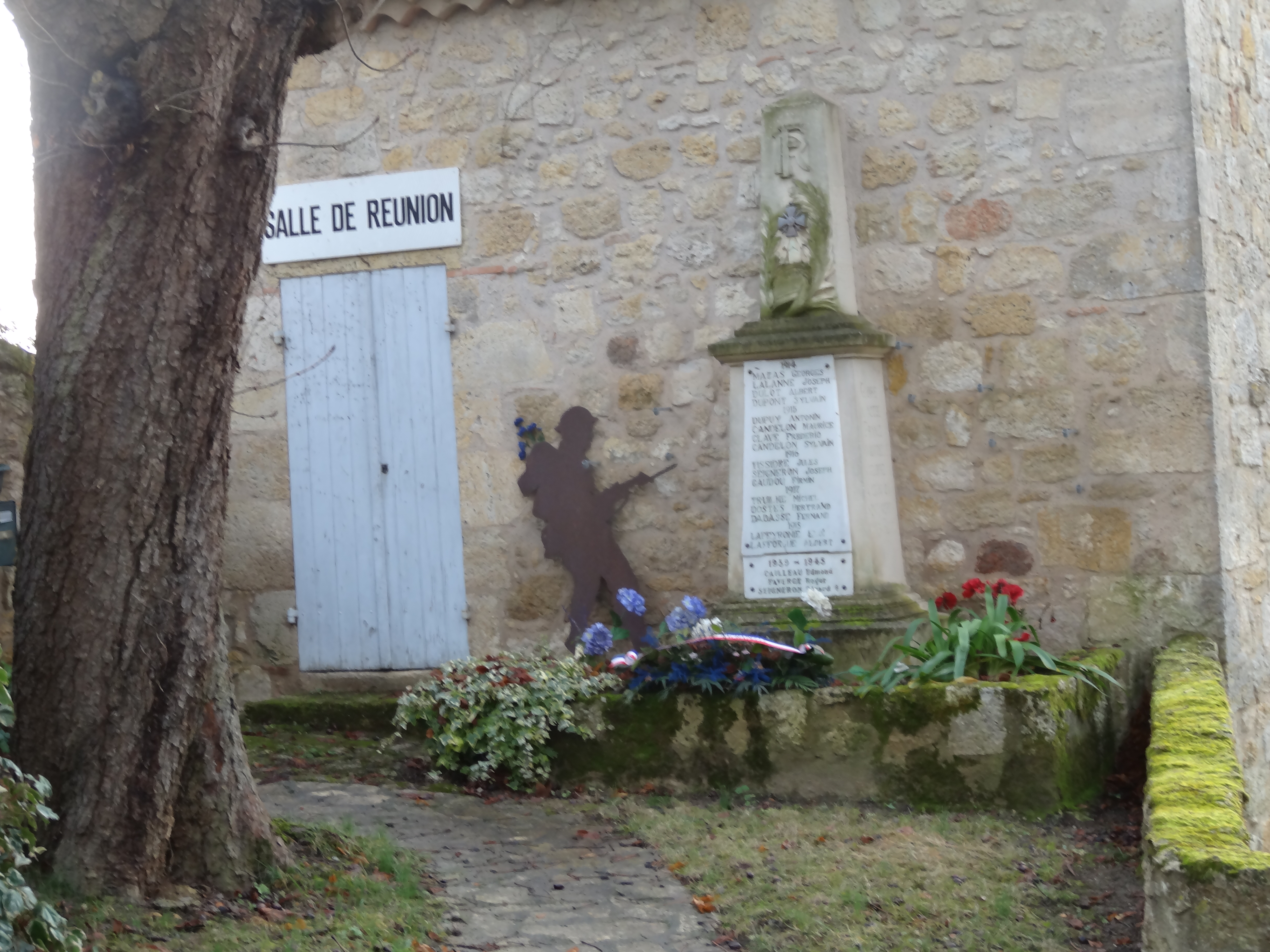
Le monument aux morts et une salle de réunion.
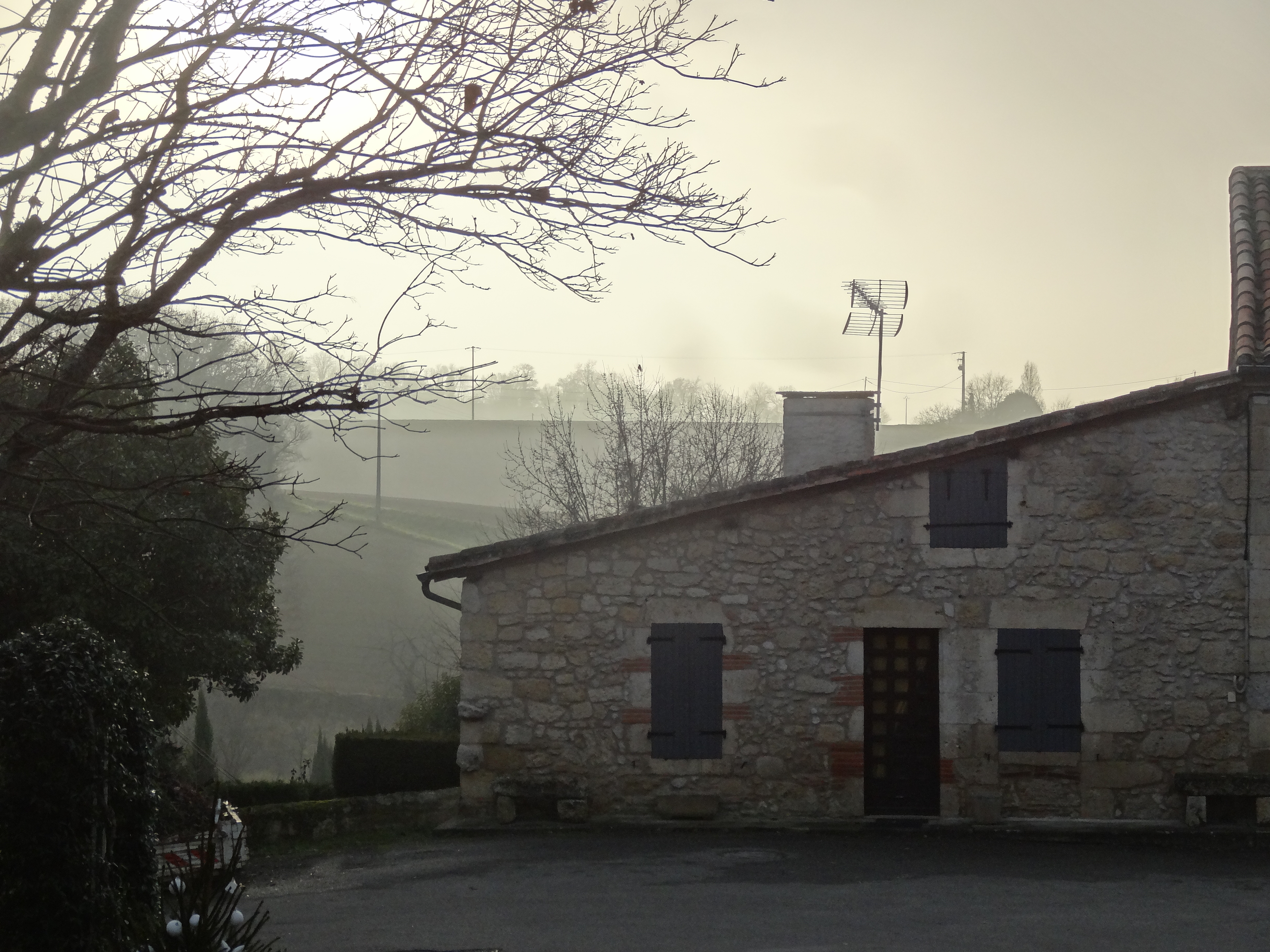
Une maison en pierre du village.

### Personnalités liées à la commune
- Jean-Louis Laclaverie, homme politique né le 25 janvier 1738 à Lachapelle (Tarn-et-Garonne) et décédé le 6 septembre 1826 au même lieu.
- Thomas Laclaverie, homme politique né le 9 mai 1765 à Lachapelle (Tarn-et-Garonne) et décédé le 20 janvier 1837 à Lavit (Tarn-et-Garonne).